# Carabus coriaceus
Carabus coriaceus é uma espécie de coleóptero adéfago pertencente a família Carabidae. É encontrado na Europa e vive em vegetação caducifólia e mista.